# Chrysobothris laricis
Chrysobothris laricis är en skalbaggsart som beskrevs av Van Dyke 1916. Chrysobothris laricis ingår i släktet Chrysobothris och familjen praktbaggar. Inga underarter finns listade i Catalogue of Life.